# Валниш
Валниш је насеље у Србији у општини Бабушница у Пиротском округу. Према попису из 2022. било је 25 становника.

## Географија
Село Валниш налази се у брдско-планинском пределу југоисточне Србије, у општини Бабушница, на југоистоку Лужничке котлине. Валниш је сеоско насеље полузбијеног типа, смештено на долинским странама Валнишке реке и њених притока. Насеље обједињује три физиономске целине: Село - главни део села, и два одвојена (приближно до 500 m) засеока - Пејчинце и Поповце. Надморска висина насеља је у зони од 600 до 700 метара.
Површина сеоског атара износи 768 хектара. Ако пођемо са источне стране према југу па уоколо, валнишки атар граничи се са атарима села: Студена, Стрелац, Раљин, Кијевац и Куса Врана.
Највиши врх Столске планине, Рњос са 1274 мнв. налази се у атару села Валниш. Планина Рњос и њен истоимени највиши врх налазе се североисточно у односу на село. Југозападно од села је брдо Градиште, на коме је и тромеђа атара села Валниша, Студене и Стрелца, док је највиши врх Градишта, Кале (843 мнв.) у стрелачком атару. Северозападно од насеља је брдо Љубаш, док је источно - југоисточно узвишење Поглавје.  

### Хидрологија
Неки од сеоских врела и извора су: Врело, Суво врело, Шопа, Лукина шопа, Свињарник, Говедарник, Водни бик.
Са неких сеоских извора вода је спроведена до појединих кућа, а становништво такође користи и воду из приватних бунара. Раније су се за пиће користили и многи кладенци. У селу постоје и две јавне чесме, спомен-чесма у центру села и чесма на месту Церичје (која дуги низ година није у функцији).
Речица која протиче кроз село назива се Валнишка река. Она настаје сустицањем неколико потока који извиру изнад села на јужним падинама Рњоса. Даље протиче кроз само село ка западу при чему се у њу уливају још понеки поточићи. Река наставља свој ток северним подножјем брда Градиште ка селу Стрелац, пролази кроз сужење у подножју између брда Дел и Градиште и улива се као десна притока у реку Мурговицу испред моста на улазу у село Стрелац. У реци, односно у потоцима притокама, примећено је присуство поточног рака. На Валнишкој реци и потоцима који се у њу уливају некада су радиле многе воденице поточаре.
Такође, у атару Валниша, северно од насеља, на југозападним падинама Рњоса извире и протиче Тодорова река, која у свом даљем току низводно прелази у атар села Раљин где се потом улива у Раљинску реку као њена лева притока.
Вода са извора на североисточним падинама Рњоса спушта се ка Кусој Врани и улива у Кусовранску реку.

### Саобраћајне везе
Кроз село пролази (регионални) државни пут IIA реда (223), на траси између Бабушнице и села Звонце. Село Валниш налази се на половини пута између Бабушнице и Звоначке бање од којих је удаљен по око 14 километара. Село је од Пирота путем преко Бабушнице удаљено око 40 km, док је од Пирота путем преко кањона реке Јерме и Звоначке бање удаљено око 47 km. Од давнина па све до изградње друмског пута, односно успоставе аутобуске линије, из села се до Пирота најчешће ишло старим путем (Пазарсћи пут) преко планине, долином Камичке реке преко села Камик и Присјан.

## Историја

### Археолошки локалитети и антички остаци
У целој Лужници, материјални трагови античке насељености су многобројни, али већином археолошки неиспитани и данас се налазе у лошем стању или су готово у потпуности уништени.
У селу Валнишу, преко пута садашње Набавно-продајне задруге, 1890. године пронађена је пећ за печење грнчарије. У месту званом Селиште ископане су земљане водоводне цеви, жрвањ за млевење жита и остаци неке ковачнице. Приликом копања бунара, на шест метара дубине пронађени су јеленски рогови, а при копању другог бунара на 12 метара дубине пронађен је плот од прућа. То нам говори да је ту много раније постојало људско насеље које је услед тектонских покрета у земљиној кори потонуло и прекривено каснијим, младим наслагама земљине коре. За сада су у селу идентификована три античка археолошка локалитета, али нису вршена никаква даља истраживања.
У близини села, на брду Градиште у атару Стрелца, налази се и археолошки локалитет Градиште-Кале са остацима некадашњег римског утврђења за који се сматра да је био касноантичко-рановизантијски кастел. На жалост овај локалитет нашао се на мети многих дивљих златара. Трагајући за личним материјалним богатством трајно је уништено културно-историјско благо немерљиве вредности.

### Време под турском влашћу и ослобођење од Турака
Владимир М. Николић у књизи „Из Лужнице и Нишаве” пише: „Села која припадају сливу мале речице Мурговице, па преко црвено–јабучног рида носила су у турско време назив: Буковик”. Ипак, овај назив се у народу није задржао.
Валниш је забележен у списку џелепкешких дажбина из 1576 - 1577. године под именом Илваниш. Имао је једно џелепкешко домаћинство, односно домаћинство које чува најмање 25 оваца те плаћа овчарски данак, на сваких 25 оваца даје по једну овцу.
По причи, један од караванских путева водио је преко села: Радошевца, Ваве, Стола, Кијевца, испод Рњоса, на Пресеку и Беринску Чуку, где су хајдуци на саставу путева сачекивали караванџије и отимали прикупљени данак и злато.
Помиње се да је у првој половини деветнаестог века село Валниш задесила епидемија куге и преполовила становништво. Податак да је 1815. и 1838. год. харала куга у Пироту могу се наћи у запису у руском апостолу у Стрелачкој цркви.
У Валнишу је отворена школа 1856. године у кући валнишког свештеника Миладина Ристића. Учитељ је био Андрија Крстић из села Берин Извор, који је у школи радио две три године. Школа је била сасвим примитивног уређења. Имао је годишње по 15 ученика. Плаћали су му ученички родитељи годишње  300 гроша и хранили су га редом.
У Нишу је 1874. године основана организација тајног завереничког комитета са циљем ослобођења српског народа у Турској и са непосредним делокругом рада на територији Нишког санџака. Поп Раденко из Валниша се у литератури наводи међу највиђенијим људима из села у пиротској кази који је био укључен у рад ове организације. Вероватно се ради о чувеном свештенику Раденку Гмитровићу рођеном у Стрелцу, који је можда у то време службовао у Валнишу.
По државном попису одмах након ослобођења од Турака село је имало 44 домаћинства и 345 житеља (174 мушких и 171 женских). Било је 68 брачних парова и 7 удоваца. Данак грађански плаћало је 70 становника. Валниш је припадао општини Студенској, срезу Лужничком у Пиротском округу.

Описујући простирање границе између Краљевине Србије и Кнежевине Бугарске, М. Ђ. Милићевић у књизи „Краљевина Србија : нови крајеви”, из 1884. године, између осталог пише:   
„Од села Церева Дела граница се упућује на запад к вису Столу па, дошавши му врло близу, не удара у њега зато што Сто није на водомеђи, већ у водопађи власинској, него се повија у лево на Мечкин Преслап, после кога удара на висове: Мали Рњос, Велики Рњос, Вучју Падину, Пејчов Камик, Голему Главу, Бунзину Падину, Заједницу, Куклу, на село Пресеку, на Гарван, Ливадицу, и на Црни Врх.” 

### 20. век
Спомен-чесма у центру села посвећена је палим борцима за слободу из балканских, Првог и Другог светског рата. Изграђена је 1972. године. На споменику, изнад чесме, налазе се две велике плоче са именима страдалих мештана и порука: 
Они што су пали - нека вечно живе! Они што живе - нека их вечно славе! 
На десној страни зида споменика налази се уметнички приказ војника израђен у плитком рељефу. Према подацима са спомен-чесме, у ратовима од 1912. до 1918. погинуло је тридесет троје мештана, док је у народноослободилачком рату од 1941. до 1945. погинуло осамнаест бораца и жртава фашизма.
Из села је на Солунском фронту било 25 ратника. Душан М. Ћирић у својој књизи „Ратни доживљаји Пироћанаца у Првом светском рату”, поред осталог, описује свој сусрет и разговор о доживљајима из рата са петорицом тада преосталих Солунаца у селу 1968. године. У Првом светском рату Влајко Ј. Стојковић из Валниша одликован је златном медаљом за храброст као и највишим ратним одликовањем - Карађорђевом звездом за заслуге и изузетне подвиге. Након што је предложен за унапређење у чин резервног потпоручника и орден Карађорђеве звезде, није доживео да обуче официрско одело са еполетама и стави орден на груди, јер је неколико дана од учињеног подвига погинуо на Црној реци 1916. године.
Прва задруга у Лужници после првог светског рата формирана је у селу Валниш, крајем 1931. године. Задруга је регистрована у Окружном суду у Пироту 28.12.1931. г. Председник задруге био је Живко Поповић, благајник Алекса Ристић, магационер Милисав Андреић, књиговођа Душан Ћирић.
Почетком тридесетих година за време Краљевине Југославије Управа Моравске бановине из Ниша финансирала је пројектовање и изградњу макадамског пута Бабушница - Звонце. Та деоница трасе звала се бановински пут.
У НОВЈ је учествовало 77 бораца из села. За време Другог светског рата бугарски фашисти спалили су 31 објекат, од тога и једну кућу. Из села је одведено у заробљеништво или интернацију 49 мештана у Бугарску, а 7 у Немачку.
Спомен-обележје на Церичју посвећено је Драгици Жарковић, партизанки која је у близини тог места убијена у заседи од стране бугарске фашистичке полиције. Споменик се налази у атару села Валниша на месту званом Церичје, поред пута ка селу Студена. У знак захвалности споменик су подигли грађани села Валниша и Студене 1955. године. Некада се на овом месту 4. јула одржавао сеоски вашар који је окупљао и велики број људи из околних села.
Кроз село је 1958. године у радној акцији изграђен пут за друмски саобраћај. Село је електрифицирано средином шездесетих година двадесетог века (1966). Главни пут кроз село је асфалтиран 1976. године, а данас је у врло лошем стању. Фиксну телефонску линију село је добило 1987.

## Школство
У Валнишу је отворена школа 1856. године у кући валнишког свештеника Миладина Ристића. Учитељ је био Андрија Крстић из села Берин Извор, који је у школи радио две три године. Школа је била сасвим примитивног уређења. Имао је годишње по 15 ученика. Плаћали су му ученички родитељи годишње  300 гроша и хранили су га редом. Иначе, поп Миладин Ристић у чијој је кући била смештена школа, још 1846. у селу Блато био је ученик код учитеља Дамњана, некадашњег кнез Милошевог писара, код кога су ученици били многи каснији свештеници и други виђенији људи. Претпоставља се да су првобитне школе у селима: Драгинцу, Радињинцу, Ралину и Валнишу биле краткога века и изгледа нису дочекале ослобођење од Турака. Њих као такве Милићевић у својој књизи „Краљевина Србија” и не помиње, као што није помињао ни описмењавање у црквама, манастирима и код приватника, где су деца појединачно описмењавана, без усвојених наставних планова и програма.
По ослобођењу од Турака формирани су окрузи и срезови, успостављена је власт и отворене су јавне школе. На почетку је у лужничком срезу радило свега пет школа у: Стрелцу, Студени, Злокучанима (Драгинцу), Стрижевцу и Великом Боњинцу. Иницијативу за отварање школе су покретали и услове за њен рад обезбеђивали сами житељи села. После добијања извештаја начелника округа о стању школства у новоослобођеним окрузима, министар просвете је одлучио (15. августа 1878.) да пошаље своје изасланике да на лицу места испитају школске прилике. У пиротски и врањски округ послат је секретар министарства просвете и црквених дела Милорад Петровић - Шапчанин, који након обиласка места у извештају министру (20. септембра 1878.) пише да у лужничком срезу по жељи и пристанку становништва могу бити школе у: Костуру, Расници, Смрдану, Стрижевцу, Сукову, Суводолу, Злокучанима и Стрелцу. По том извештају школска зграда код цркве у Стрелцу обухватала би и села Валуниш, Пресеку, Берин Извор, Шушковицу, Кусоврану и Церев До, а позвани кметови и свештеник су се обавезали на који начин ће школску зграду оправити и проширити. Коначан распоред села у којима ће се отворити школе и која села ће слати ђаке у одређене школе, учинио је срески начелник Лужничког среза Атанасије Јовановић. То је учињено тако што је његово мишљење уважио Милош С. Милојевић, који је у својству школског надзорника обишао пиротски округ у јуну 1879. и у свом извештају предложио отварање школа, између осталог и у Студени: „Школа Студенска у Студени, где и црква има, а у ову школу долазе села: Студена, Валниш, Раљин и Царев Дол, а имаће свега глава пореских 358.” Министар просвете и црквених послова је у одговору 27. јула 1879. одобрио захтев студенске општине, да се у селу Студени, с почетка нове школске године, отвори основна школа.
Према регистру школских општина из 1891. године студенску школску општину сачињавала су места Валниш, Пресека и Студена у којој се и налазила школа, при чему је удаљеност од Валниша до школе у Студени процењена је на пола сата. Слично, и по подацима за школску 1906/07 годину Валниш припада Студенској школској општини, док се удаљеност села до школе у Студени процењује на око 3 километара. Нова школска зграда у Студени подигнута је 1927. године.
У Валнишу се поново отвара школа 1930. године и она је радила релативно континуирано, ако се изузме период рата, све до 1971. године. На почетку је одељење у Валнишу било у саставу студенске школе, а радило је у приватној згради Влајка Танчића, са првом учитељицом Емилијом Цветковић.
Непосредно пред рат 1941. године учитељ у Валнишу био је Иван Костадиновић „Мерак”, рођен у селу Блато 19. јула 1909. године. У априлском рату 1941. године, као резервни поручник, био је на граници према Албанији, где је рањен у раме и заробљен од Италијана. У заробљеништву је остао до јесени 1942. године, након чега се вратио у родно село, где се прикључио народноослободилачком покрету. Настрадао је у Блату када је себи одузео живот да не би пао у руке бугарским фашистичким окупаторима када су му опколили кућу. За време окупације, када није било учитеља школа у Валнишу није радила, па су тад ђаци ишли у студенску школу.
Александар Ћирић, рођен 1925. године у селу Г. Стрижевац, био је кратко учитељ у Валнишу. Свој учитељски позив је започео у лужничким селима 1946. године, најпре у Црвеној Јабуци, а затим у Валнишу, где се и оженио Радмилом из Љуберађе. Рад је даље наставио у Раљину, Линову, Дивљани и Белој Паланци.
Након рата у селу је на месту Крс изграђена зграда сеоске земљорадничке задруге, док су на спрату изнад направљене школска учионица и учитељска просторија. На истом месту, иза ове зграде, око 1962. изграђена је и сеоска сала, а поред је била и ђачка кухиња.
Од 01. 09. 1957. валнишка четворогодишња школа административно је припала осмогодишњој школи у Стрелцу. Од 1961. школа у Стрелцу носи назив Основна школа „Добринка Богдановић” од када постоји као осмогодишња школа са издвојеним одељењима у Валнишу, Студени, Раљину, Раков Долу, Црвеној Јабуци и Радосину. Савет за просвету и културу Скупштине општине Бабушница на захтев Савета школе из Валниша на седници 5. октобра 1971. г. донело је одлуку да укине одељење у Валнишу због малог броја ученика (било је само пет ученика). На Савету је донета и одлука да се при школи у Стрелцу отвори интернат за ученике из удаљених планинских села. Интернат је отворен у јесен 1971. године. За васпитаче постављени су Миодраг Радивојевић, дотадашњи учитељ у Валнишу и Љубинка Раденковић, учитељица из Пирота, супруга Милутина Раденковића, учитеља из Стрелца. 1978. изграђена је нова зграда интерната у коме је у то време живело око 60 ученика, а нови интернат је свечано пуштен у рад 25. маја 1979.

## Привредне активности
Као и у другим околним селима, основно занимање мештана је земљорадња и сточарство. Раније се одлазило и у печалбу. Поред тога баве се шумарством, а има и понеких пчелара. Некада су се као облик удруживања сточара изнад села организовале бачије.
По специјализацији појединих врста занимања печалбара почетком XX века у југоисточној Србији В. Николић у околини Пирота и у Лужници издваја насеља као дунђерска: Сопот, Ореовица, Станичење, Велико Боњинце, Извор, Валниш.
У Валнишу је земљорадничка задруга формирана 1931. године. Задруга је регистрована у Окружном суду у Пироту 28.12.1931. г. Председник задруге био је Живко Поповић, благајник Алекса Ристић, магационер Милисав Андреић, књиговођа Душан Ћирић. Земљорадничка набављачка задруга у Валнишу 25. априла 1932. примљена је у чланство Главног савеза земљорадничких набављачких задруга. После Другог светског рата, у Лужници су за кратко време старе задруге обновиле рад, а формиране су и многе нове. Бавиле су се продајом индустријске робе и прехрамбеним артиклима као и откупом земљорадничких производа.
Средином тридесетих година двадесетог века синови Николе Пејчића (фамилија Рајковци) купили су три вршалице чехословачке производње. Због гломазности и због тога што планинска села нису имала добре путеве, нису могле свуда да се крећу. Највише су радиле по лужничким селима и у самом Валнишу.
У току истраживања минералних сировина на подручју Среза лужничког, почетком педесетих година 20. века  изнад села према планини пронађено је налазиште каменог угља. Причало се да је та жица повезана са угљем у руднику „Јерма“ и да је из политичких разлога почетком педесетих година рудник затворен. Истраживања и експлоатација су прекинути са образложењем да је угаљ млад, да није сазрео за коришћење. Лужничани су сматрали да су разлози друге природе. Железница је далеко, сеоски путеви лоши, и наш крај у то време није имао електричну енергију. Улагања у инфраструктуру била би веома велика.
У селу су некада били развијени ковачки, ћурчијски и грађевински занати, који су ишчезли. Након Другог светског рата, међу сеоским занатлијама били су и ковач Ранђеловић Ђуре Сима, као и ћурчија Пејчић Драгише Богољуб, који су имали своје радње у селу. Међу занатлијама у селу је било и столара.

## Садашњост и неки од проблема мештана
Становништво је малобројно и старачко. У селу деценијама не раде школа, задруга, продавница, док ни раније није било амбуланте, цркве, поште и сличних установа. Најближа продавница и пошта су у суседном селу Стрелац у коме је и месна канцеларија.
Регионални пут на деоници од атара Камбелевца до Звоначке бање је на појединим местима у изузетно лошем стању, пун рупа, пукотина, закрпа, улегнућа, а на неким кратким сегментима и без асфалта. Пут кроз село је такође у изузетно лошем стању, на неким местима сужен, са стране урастао у жбуње, са много рупа и улегнућа на коловозу. У селу је под асфалтом само Главни пут и мало парче око педесетак метара од споменика у центру ка згради некадашње школе и задруге. Сви остали путеви у селу су неасфалтирани. Малобројни мештани повремено, самостално одржавају централне сеоске путеве, али је велики број атарских путева, поготово оних удаљенијих од центра села обрастао у жбуње и шипражје, тешко уочљив и готово немогуће да се њима прође. 
Пре више година мештани су дуго живели у стрепњи и страху због великог броја запаљених кућа, бројних крађа и других злодела које су тада задесиле село. Годинама су се обраћали за помоћ надлежним институцијама и органима власти, али од њих нису добијали никакве задовољавајуће одговоре нити решење проблема. О овим мукама и невољама мештана писали су понеки медији (Данас и Јужне вести). 
Чесма на месту званом Церичје је годинама запуштена, обрасла у вегетацију, без славине и без воде, док вода из спомен-чесме у центру села истиче у испрекиданим млазовима. Приликом замене претходно разбијене и уклоњене плоче са споменика Драгици Жарковић, постављена је нова са погрешним датумом њене погибије и погрешним називом организације којој је Драгица припадала. Притом је са плоче уклоњена и петокрака, а текст на плочи није уклесан, те је сада слабо читљив, с обзиром да су слова на неким местима искрзана и избрисана. 
У селу нема контејнера за смеће нити другог организованог одвожења отпада. Комунално предузеће не одржава гробља. 

## Демографија
Према попису из 2002. године у насељу Валниш живело је 95 пунолетних становника, а просечна старост становништва била је 67,9 година (67,3 код мушкараца и 68,6 код жена). У насељу је било 53 домаћинства, а просечан број чланова по домаћинству био је 1,83.
Ово насеље је скоро искључиво насељено Србима (према попису из 2002. године), а у другој половини ХХ века је претрпело изразиту депопулацију.
|  |

| Демографија | Демографија | Демографија |
| Година      | Становника  | Становника  |
| ----------- | ----------- | ----------- |
| 1879.       | 345         |             |
| 1890.       | 389         |             |
| 1895.       | 406         |             |
| 1900.       | 438         |             |
| 1910.       | 515         |             |
| 1948.       | 639         |             |
| 1953.       | 553         |             |
| 1961.       | 441         |             |
| 1971.       | 293         |             |
| 1981.       | 170         |             |
| 1991.       | 125         | 125         |
| 2002.       | 97          | 97          |
| 2011.       | 48          |             |
| 2022.       | 25          |             |

| Етнички састав према попису из 2002.‍ | Етнички састав према попису из 2002.‍ | Етнички састав према попису из 2002.‍ | Етнички састав према попису из 2002.‍ | Етнички састав према попису из 2002.‍ |
| ------------------------------------ | ------------------------------------ | ------------------------------------ | ------------------------------------ | ------------------------------------ |
|                                      |                                      |                                      |                                      |                                      |
| Срби                                 | Срби                                 |                                      | 93                                   | 95,87%                               |
| Бугари                               | Бугари                               |                                      | 1                                    | 1,03%                                |
| Југословени                          | Југословени                          |                                      | 1                                    | 1,03%                                |
| непознато                            | непознато                            |                                      | 2                                    | 2,06%                                |

| \| \| м \| \| \| ж \| \| ? \| 0 \| \| \| 0 \| \| 80+ \| 11 \| \| \| 4 \| \| 75—79 \| 2 \| \| \| 7 \| \| 70—74 \| 13 \| \| \| 12 \| \| 65—69 \| 9 \| \| \| 14 \| \| 60—64 \| 7 \| \| \| 6 \| \| 55—59 \| 2 \| \| \| 1 \| \| 50—54 \| 1 \| \| \| 0 \| \| 45—49 \| 1 \| \| \| 0 \| \| 40—44 \| 0 \| \| \| 0 \| \| 35—39 \| 1 \| \| \| 0 \| \| 30—34 \| 2 \| \| \| 1 \| \| 25—29 \| 0 \| \| \| 0 \| \| 20—24 \| 0 \| \| \| 0 \| \| 15—19 \| 1 \| \| \| 0 \| \| 10—14 \| 1 \| \| \| 0 \| \| 5—9 \| 0 \| \| \| 1 \| \| 0—4 \| 0 \| \| \| 0 \| \| Просек : \| 67,3 \| \| \| 68,6 \| |      |  |  |      |
| |      |  |  |      |
| | м    |  |  | ж    |
| ? | 0    |  |  | 0    |
| 80+ | 11   |  |  | 4    |
| 75—79 | 2    |  |  | 7    |
| 70—74 | 13   |  |  | 12   |
| 65—69 | 9    |  |  | 14   |
| 60—64 | 7    |  |  | 6    |
| 55—59 | 2    |  |  | 1    |
| 50—54 | 1    |  |  | 0    |
| 45—49 | 1    |  |  | 0    |
| 40—44 | 0    |  |  | 0    |
| 35—39 | 1    |  |  | 0    |
| 30—34 | 2    |  |  | 1    |
| 25—29 | 0    |  |  | 0    |
| 20—24 | 0    |  |  | 0    |
| 15—19 | 1    |  |  | 0    |
| 10—14 | 1    |  |  | 0    |
| 5—9 | 0    |  |  | 1    |
| 0—4 | 0    |  |  | 0    |
| Просек : | 67,3 |  |  | 68,6 |

| Година пописа     | 1948. | 1953. | 1961. | 1971. | 1981. | 1991. | 2002. |
| ----------------- | ----- | ----- | ----- | ----- | ----- | ----- | ----- |
| Број домаћинстава | 108   | 107   | 99    | 91    | 74    | 60    | 53    |

| Број чланова      | 1  | 2  | 3 | 4 | 5 | 6 | 7 | 8 | 9 | 10 и више | Просек |
| ----------------- | -- | -- | - | - | - | - | - | - | - | --------- | ------ |
| Број домаћинстава | 17 | 30 | 4 | 2 | 0 | 0 | 0 | 0 | 0 | 0         | 1,83   |

| Пол    | Укупно | Неожењен/Неудата | Ожењен/Удата | Удовац/Удовица | Разведен/Разведена | Непознато |
| ------ | ------ | ---------------- | ------------ | -------------- | ------------------ | --------- |
| Мушки  | 50     | 5                | 31           | 14             | 0                  | 0         |
| Женски | 45     | 0                | 30           | 13             | 0                  | 2         |
| УКУПНО | 95     | 5                | 61           | 27             | 0                  | 2         |

| Пол    | Укупно                    | Пољопривреда, лов и шумарство | Рибарство                            | Вађење руде и камена | Прерађивачка индустрија       |
| ------ | ------------------------- | ----------------------------- | ------------------------------------ | -------------------- | ----------------------------- |
| Мушки  | 11                        | 7                             | 0                                    | 0                    | 0                             |
| Женски | 7                         | 7                             | 0                                    | 0                    | 0                             |
| Укупно | 18                        | 14                            | 0                                    | 0                    | 0                             |
|        |                           |                               |                                      |                      |                               |
| Пол    | Производња и снабдевање   | Грађевинарство                | Трговина                             | Хотели и ресторани   | Саобраћај, складиштење и везе |
| Мушки  | 0                         | 4                             | 0                                    | 0                    | 0                             |
| Женски | 0                         | 0                             | 0                                    | 0                    | 0                             |
| Укупно | 0                         | 4                             | 0                                    | 0                    | 0                             |
|        |                           |                               |                                      |                      |                               |
| Пол    | Финансијско посредовање   | Некретнине                    | Државна управа и одбрана             | Образовање           | Здравствени и социјални рад   |
| Мушки  | 0                         | 0                             | 0                                    | 0                    | 0                             |
| Женски | 0                         | 0                             | 0                                    | 0                    | 0                             |
| Укупно | 0                         | 0                             | 0                                    | 0                    | 0                             |
|        |                           |                               |                                      |                      |                               |
| Пол    | Остале услужне активности | Приватна домаћинства          | Екстериторијалне организације и тела | Непознато            | Непознато                     |
| Мушки  | 0                         | 0                             | 0                                    | 0                    | 0                             |
| Женски | 0                         | 0                             | 0                                    | 0                    | 0                             |
| Укупно | 0                         | 0                             | 0                                    | 0                    | 0                             |

## Фамилије и предање о насељавању[а]
По предању, село је насељено у другој половини седамнаестог века. По једној верзији, досељеници су са подручја Косова, а по другој верзији са подручја Знепоља, краја који је сада у Бугарској, испод планине Руј, приближно око 40 km јужно од садашње локације села. Могуће су и обе верзије о пореклу досељавања. Прва локација села, у трајању око 130. година, била је 1 km источно од садашње локације села, на месту које се и сада зове Селиште, испод места звано Перивољ.
У почетку по досељавању и формирању села, било је седам домаћинстава, од којих се касније развило седам већих фамилија у које спадају следеће мање фамилије са уобичајеним садашњим називима:
1. Божиловци, Витановци, Пејчинци, Ганинци, Мурџини, Коћини
2. Рекарци, Картаљови, Мининци, Ломунијини, Крстићи
3. Поповци, Црњини, Булчини, Руменинци
4. Милошовци, Живадинови, Дишини, Шурдини
5. Милутинови, Радивојини, Ћосини, Ризини, Огорељци, Јевтини
6. Рајковци, Коровци, Маринци, Јеремијини, Вржини (вероватно)
7. Џорџини, Шиљчини, Сарабанови, Ћеревејини, Јовичинци

Калпакови су досељени касније и купили су земљу од неког из фамилије Рекарци, који се преселио 30 km западно и оформио село Јабуковик.
Напомена: Текст из овог сегмента „Фамилије и предање о насељавању" у потпуности је преузет из документа „СЕЛО ВАЛНИШ -- основни географски, историјски и демографски подаци --" који је саставио Милошевић Ратко.

## Веровања, обичаји и религија
Село Валниш слави Спасовдан. Према казивању Милеве М. Раденковић, из Стрелца, у селу Валниш некада су за сеоску славу у центру села на место званом Крс домаћинства износила хлебни колач из црепње (црепуље), кондир ракије и мало вина тек да се прелије колач. Поред колача је разно мезе, затим готова јела у чврстом стању и обавезно печено јагње. Свештеник чита молитву, благосиља и пресече колач. Од сваког домаћина добија половницу (пола колача) и плећку печеног јагњета.
Осим сеоске славе Спасовдан, село прославља и празник Младенци 22. марта. Некада су на тај дан у Валниш долазили многи мештани околних села на славље. Мештани као своје крсне славе прослављају Митровдан, Св. Ранђела, Св. Николу и Ђурђиц.
Код садашње зграде школе и задруге, на месту Крс, раније се налазио стари крст, који је касније пренет на место Свети-Спас, поред другог старијег каменог крста. Село нема своју цркву. Пред Други светски рат, на месту Свети-Спас планирана је изградња цркве. Набављен је и дотеран камен, започет темељ, али је почетак рата прекинуо даљу изградњу која касније није настављена.
Неки од свештеника рођених у Валнишу били су: Андреја Ристић, Миладин Ристић (1826 - 1894), Панајот Павловић (око 1840 - 1914), Радисав Ђ. Аранђеловић (1900 - 1973).
У селу Стрелац, за време попа Раденка Гмитровића 1838. године на рушевинама старог храма обновљена је црква, Храм Успења Пресвете Богородице, уз помоћ мештана и виђенијих људи из Стрелца и Валниша. Обнављање Храма, између осталих, свесрдно је помагао и поп Андреа валнишки. Главни мајстори при изградњи храма били су: Игњат, Неша из Валниша и Стојко. Захваљујући вредним мајсторима црква је саграђена за четири и по месеца, од 1. јуна до 15. октобра 1838. године. Књигу октоих око 1868. године купио је и поклонио светој Богородици градитељ цркве мајстор Неша, родом из Валниша.
У селу Студена, црква посвећена Светом Николи Мирликијском, како стоји у запису над јужним вратима цркве, сазидана је 1867. године, а осликана 1870. године, трудом попа Раденка, стрелачког пароха и његовог сина поп Глигорија о трошку села Студене, Нашушковице, Пресеке и Берин Извора. На овом натпису наводе се само ова четири села, мада су по предању мештана и валнишани учествовали у изградњи ове цркве. По запису на цветном триоду ове цркве који датира из 1873. године пише да у цркву Св. Никола долазе да се моле Богу мештани села Студене, Пресеке, Берин Извора, Раките, Звонца, Нашушковице, Куса Вране, Церев Дела, Кијевца, Раљина и Валниша.
Према епархијској подели из 1895. године, стрелачка црква имала је две парохије, стрелачку и ралинску. Ралинска парохија састојала се из села: Ралин 53 домова, део Валниша са 28 домова и Камбелевац са 56 домова, у којима је укупно живело 1098 душа, а јереј је био Панајот Павловић. Студенска црква је 1895. године такође имала две парохије: студенску и валнишку. Валнишку парохију сачињавали су: део Валниша са 24 дома, Кијевац 23 дома и Пресеку 23 дома, у којима је живело укупно 140 душа, а служио је јереј Миладин Ристић. Према новој подели села по парохијама 1899. године, студенска парохија је имала четири села: Пресеку са 20 домова, Студену са 120 домова, Валниш са 60 домова и Ралин са 60 домова. Цела парохија је имала 260 домова, док је парохијална црква за ова села био „Храм Св. Николе“ у Студени. По подацима из 1924. стрелачку парохију чинила су села: Стрелац, Валниш, Студена, Ралин и Пресека.
Село има три гробља. У атару села било је више светих дрвета - записа, односно Миро стабала. Кроз богато нематеријално културно наслеђе, чувани су и обележавани многи стари обичаји: позивање Џермана на вечеру, Лазарице, Литије, Андрејин дан, Оратнице ...
Изнад села, на једном узвишењу брда Љубаш 2021. године мештани су поставили велики метални крст. 

## Занимљивости
- Током 2010. године започета су палеонтолошка истраживања на локалитетима у селима Валниш, Стрелац и Раљин.[68] Ова научна истраживања настављана су из године у годину, како на већ познатим, тако и на новооткривеним локалитетима у окружењу. У Валнишу за сада постоје два палеогена локалитета. Овим истраживањима откривени су фосилни остаци новог рода и нових врста досад непознатих не само за Србију и Европу него и за науку уопште.[69]
- Село Валниш било је чувено по гусларима. Од десет гуслара, колико је некада било у Валнишу, Бранимир Костић био је касније једини не само у овом селу, већ и у целој Лужници.
- Постоји једна занимљива легенда везана за извор Водни бик. По тој причи, некада давно на овом извору из воде је излазио водени бик. На рогове другог сеоског бика локални ковач је исковао металне рогове. На тај начин је у борби валнишки бик победио воденог бика.
- У Пиротској недељној новини „Слобода”, број 203 из 1954. године, каже се да је пре ослобођења од Турака у Лужничком срезу било свега седам школа, а да је најстарија међу њима била школа у Валнишу. Ово треба узети са дозом резерве јер у тексту није наведена година оснивања школе ни извор одакле је податак преузет.
- По предању село Јабуковик (у општини Црна Трава) оформљено је од досељеника из села Валниш.[65]
- Постоји место сличног назива: Валмиште шумско пространство и ловиште у општини Црна Трава у атару села Млачиште.
- Планинарска стаза за врх Рњос (1274 мнв) полази са места Церичје. Стаза је обележена, а до врха треба савладати око 550 метара висинске разлике. Укупна дужина пута до врха и назад је око 12 километара. Највећим делом стаза иде дуж валнишког атарског пута који се простире поред саме границе са атаром села Студена. Од спомен-обележја Драгици Жарковић, пут води поред валнишког Миро дрвета, старог светог храста на месту званом Милчин крс, затим ка месту Поглавjе и даље ка самом врху. До врха је могуће доћи и другим путевима из самог села, али ти путеви нису уређени нити обележени.
- Валниш је родно село новинара и писца Божидара Андрејића, који је један од оснивача и први директор дневних новина Данас. Био је новинар и уредник у низу листова и часописа, као и члан Председништва УНС и један од оснивача НУНС. Уредник је низа књига и аутор три.[70]